# Ramón Quiroga
Ramón Quiroga (23 de juliol de 1950) és un futbolista peruà nascut a l'Argentina i entrenador.
Va formar part de l'equip peruà a la Copa del Món de 1978 i 1982.
Pel que fa a clubs, defensà els colors de Rosario Central, Sporting Cristal, Independiente i Barcelona SC.